# Uribia
Uribia ist eine Gemeinde (municipio) im Departamento La Guajira in Kolumbien. Uribia liegt nah an der Grenze nach Venezuela. Auf dem Gebiet der Gemeinde Uribia befindet sich das Cabo de la Vela, ein beliebtes Ökotourismus-Ziel Kolumbiens.

## Geographie
Uribia liegt auf einer Höhe von ungefähr 20 Metern in der Nähe der kolumbianischen Karibikküste im Norden des Departamentos La Guajira. Ein Teil des Gebietes der Gemeinde besteht aus Wüste. Die Gemeinde grenzt im Norden und Osten an das Karibische Meer, im Süden an Venezuela, im Südwesten an Maicao und im Westen an Manaure.

## Demographie
Die Gemeinde Uribia hat 198.890 Einwohner, von denen aber nur 14.088 im städtischen Teil (cabecera municipal) der Gemeinde leben (Stand: 2019).  Ein großer Teil der Bevölkerung Uribias gehört dem indigen Volk der Wayúu an. Auf dem Gebiet der Gemeinde befindet sich das indigene Reservat Resguardo Indígena de la Alta y Media Guajira.

## Geschichte
Uribia wurde am 1. März 1935 von Eduardo Londoño mitten im Territorium der Wayúu gegründet. An der Stelle lag vorher der Ort Chitki der Wayúu, der bekannt war als die indigene Hauptstadt Kolumbiens. Uribia wurde nach dem liberalen General Rafael Uribe Uribe benannt. Die Stadtgründung war Teil des Versuchs, das Gebiet der Wayúu, die Guajira, in die kolumbianische Nation einzugliedern.

## Wirtschaft

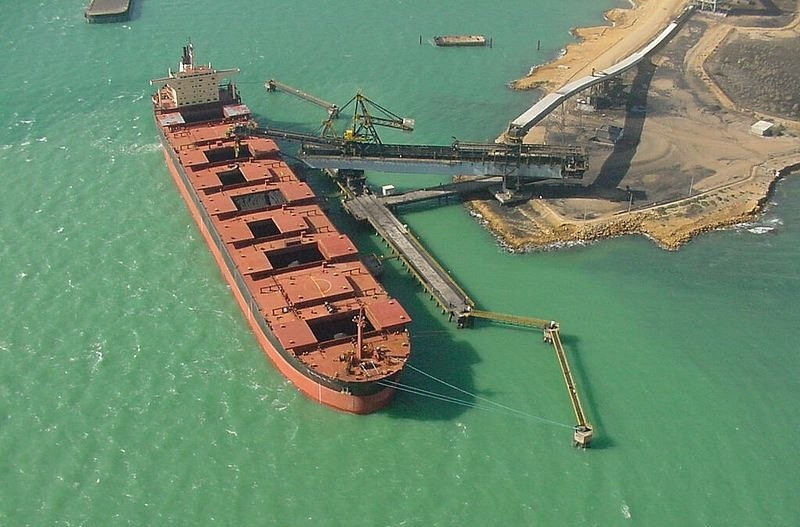
Puerto Bolívar

Die wichtigsten Wirtschaftszweige Uribias sind Tierhaltung (insbesondere Ziegen), Handel, Tourismus, Verarbeitung von Divi-Divi sowie der Export von Kohle und Erdgas. Auf dem Gebiet der Gemeinde Uribia befindet sich der Hafen Puerto Bolívar, von dem aus die Kohle aus der Steinkohlemine El Cerrejón exportiert wird.